# ایدینزهال
ایدینزهال (به انگلیسی: Iddinshall) یک روستا و محله مدنی در بریتانیا است که در چشر غربی و چستر واقع شده‌است. ایدینزهال ۴۲ نفر جمعیت دارد.